# Раевская, Евгения Михайловна
Евгения Михайловна Раевская (в замужестве Иерусалимская); 28 сентября 1854—24 марта 1932) — русская актриса

. Заслуженная артистка РСФСР (1925).
Актриса Московского Художественного театра (с 1898 года), одна из основателей четвёртой студии МХАТ, позднее ставшей Театром Красной Пресни (1922) в Москве.

## Театральные работы

### МХАТ
- Чайка — Полина Андреевна
- Дядя Ваня — Елена Андреевна Серебрякова
- Ревизор — Хлопова

## Фильмография
- 1918 — Девьи горы
- 1919 — Пунин и Бабурин
- 1919 — Герасим и Му-му — барыня
- 1919 — Поликушка